# 德育護理健康學院
德育護理健康學院，簡稱德育學院，是位於臺灣基隆市外木山的技術學院，為基隆市唯一以健康照護為發展特色的技術學院。前身為「德育護理專科學校」，籌備於1965年初，1967年5月奉教育部核准立案，2002年8月改制為技術學院、同年11月更名為「經國管理暨健康學院」，2023年8月改為現名。
目前涵蓋的多種學制有：日間部（四技、二技、五專）、進修部（四技、二技、二專）、在職專班（二技、二專），另附設進修專校及進修學院。

## 歷史

### 校務發展
- 1967年 5月，薛繼德、郭海漘、方仲豪、方正中創辦「德育護理專科學校」。
- 1976年 8月，因財務問題面臨停招。
- 1977年 8月，由東南工專董事長蔣志平集資接辦並支付應急款項，同年度獲准恢復招生。
- 1984年，發行《德育學報》。
- 1995年，接受臺北市政府社會局委託辦理三民托兒所。
- 1996年 8月，校名改為德育醫護管理專科學校。
- 2002年 8月，改制為德育技術學院，同年11月更名經國管理暨健康學院。

- 2019年，申請改制為科技大學，暫緩。
- 2021年，再次申請改制為科技大學，暫緩。

2002年—2023年8月經國學院時期校徽

- 2023年8月1日，更名「德育護理健康學院」，全稱為「德育學校財團法人德育護理健康學院」。

### 系所發展
- 1967年，初設五年制護理科
- 1988年，增設五年制食品衛生科
- 1989年，增設夜間部二年制護理科
- 1990年，增設夜間部二年制食品衛生科
- 1992年，增設日間部二年制食品衛生科
- 1994年，增設日間部二年制幼兒保育科
- 1995年，增設日間部二年制化妝品應用與管理科及夜間部二年制幼兒保育科
- 1997年，增設日間部二年制餐飲管理科
- 1999年，增設夜間部二年制餐飲管理科
- 2002年，設立二技食品衛生、幼兒保育、化妝品應用三系
- 2003年，設立二技護理系，食品衛生系（科）更名為食品科技系（科）
- 2004年 
  - 成立四技幼兒保育系、人力資源發展系、餐旅管理系及二技資訊科技系
  - 進修部二技成立幼兒保育系、化妝品應用系及增設二專餐旅管理科
  - 在職專班亦成立二技幼兒保育系及增設二專食品科技科、資訊管理科
- 2005年 
  - 增設日間部四技食品科技系、化妝品應用系、資訊科技系、運動健康與休閒系
  - 進修部四技幼兒保育系、餐旅管理系、化妝品應用系
  - 在職專班二技護理系
  - 進修學院二技化妝品應用系及餐旅管理系。
- 2006年，新設日間部五專餐飲管理科
- 2007年，新設老人服務事業管理系（進修部）及健康產業管理研究所
- 2008年，新設日五專化妝品應用科
- 2009年，食品科技系改名食品保健系
- 2011年，化妝品應用系科改名美容流行設計系科。停招人力資源發展系。
- 2012年，資訊科技系改名資訊多媒體應用系。停招資訊科技科。日間部四技增設時尚造型表演系、餐飲廚藝系、老人服務事業管理系；日間部五專增設餐飲廚藝科。
- 2013年，新設日間部護理系四技
- 2015年，日間部護理系四技增設一班高中生申請入學班級，加上原有四技一班高職生入學管道，合計兩班。停招時尚造型表演系。
- 2016年，運動健康與休閒系改名觀光休閒與健康系。
- 2017年，增設口腔衛生照護系。老人服務事業管理系改名高齡照顧福祉系。
- 2018年，資訊多媒體應用系改名醫護資訊應用系。餐飲管理系、餐飲廚藝管理科整併為餐飲廚藝管理系。停招食品保健科進修專校、美容流行設計系、食品保健系四技進修部。
- 2019年，增設幼兒保育系碩士班、停招餐旅廚藝管理系四技進修部。
- 2023年8月，增設口腔衛生照護系日二技進修部。
- 2024年8月，停招食品保健系、美容流行設計系、口腔衛生照護系。

## 歷任董事長
| 任別 | 姓名   | 任期       |
| ---- | ------ | ---------- |
| 1    | 薛繼德 |            |
| 2    | 薛繼德 |            |
| 3    | 薛繼德 |            |
| 4    | 傅何亮 |            |
| 5    | 蔣志平 | 1979～2008 |
| 6    | 蔣初泰 | 2008～2014 |
| 7    | 王台珍 | 2014～至今 |

## 歷任校長
| 任別 | 姓名   |
| ---- | ------ |
| 1    | 方仲豪 |
| 2    | 周彧文 |
| 3    | 韓名銅 |
| 4    | 沙允仁 |
| 5    | 沈啟祥 |
| 6    | 柯革   |
| 7    | 陳應琮 |
| 8    | 楊乃彥 |
| 9    | 蔣台程 |
| 10   | 陳俊瑜 |
| 11   | 黃桂蘭 |
| 12   | 邱明源 |
| 13   | 翁進坪 |

## 教學單位
| 健康照護學群 | 護理系／科     | 高齡照顧福祉系 | 醫護資訊應用系 |
| 健康照護學群 | 口腔衛生照護系 |                |                |

| 觀光餐旅學群 | 餐飲廚藝管理系／科 | 觀光休閒與健康系／科 | 食品保健系 |

| 民生應用學群 | 健康產業管理研究所 | 幼兒保育系／科／碩士班 | 美容流行設計系／科 |

## 参閲
- 台灣大專院校列表
- 發展典範科技大學計畫
- 獎勵大學教學卓越計畫

## 歷年日間部師生比及新生註冊率
- 112學年度日間部學生人數2498，專任老師人數117，日間部師生比21.35（學生數/老師數）。

- 112學年度新生註冊率72.02%。
- 113學年度新生註冊率64.93%。

## 外部連結
- 德育護理健康學院 （页面存档备份，存于）（繁體中文）（英文）

1. ↑  .   [2023-01-15]. （原始内容存档于2023-01-01）.
2. ↑  教育部新生(含境外生)註冊率-以「校」統計
 （页面存档备份，存于）